# Lijst van gouverneurs van Opper-Oostenrijk

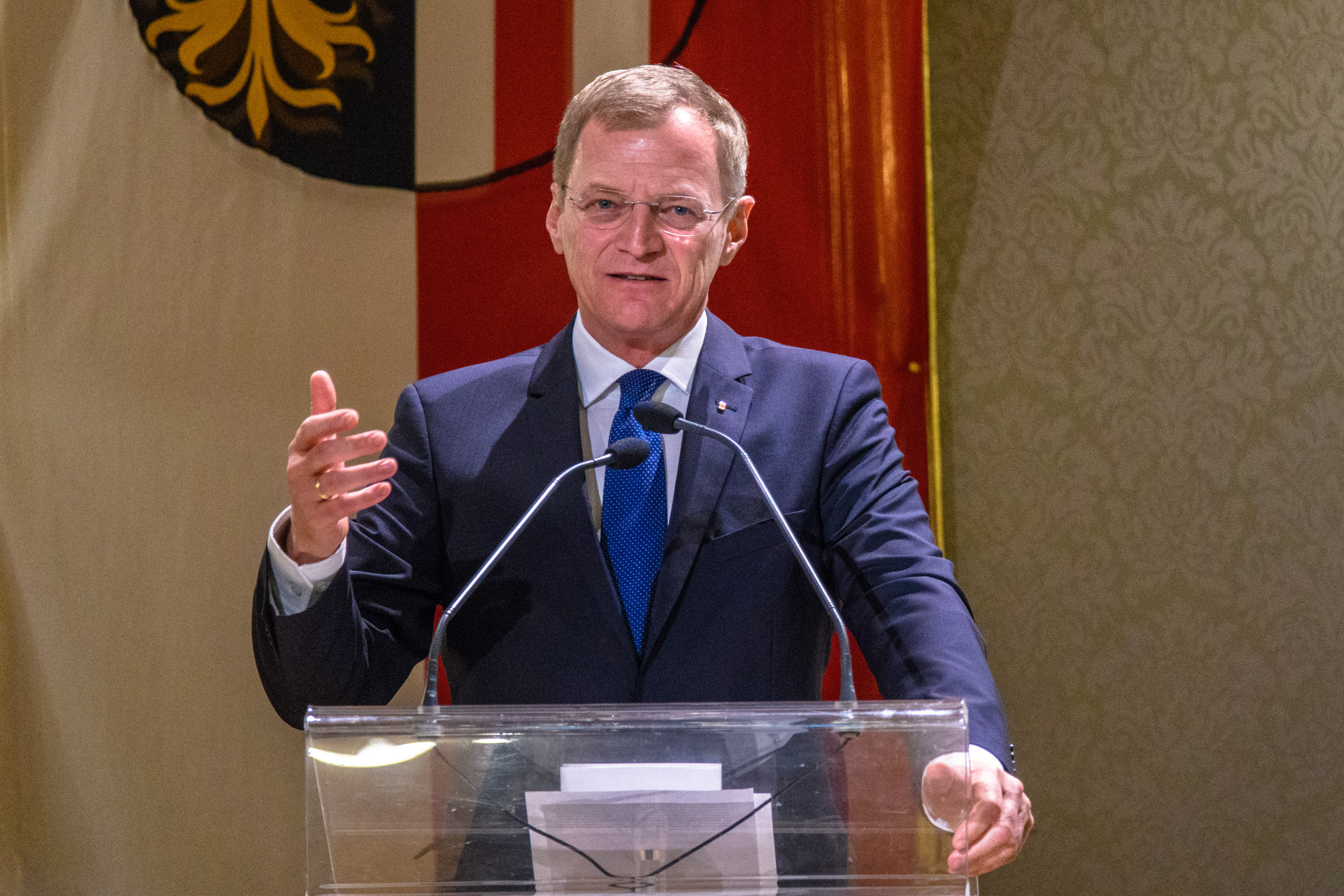
Landeshauptmann Thomas Stelzer

De Gouverneur (Landeshauptmann) van Opper-Oostenrijk is de regeringsleider van deze Oostenrijkse deelstaat.

## Lijst van gouverneurs van Opper-Oostenrijk
| Persoon                                           | periode                              | partij     |
| ------------------------------------------------- | ------------------------------------ | ---------- |
| Dominik Lebschy                                   | 8 april 1861 - 15 mei 1868           | Con.       |
| Karl Wiser (waarnemend)                           | 15 mei 1868 - 24 juni 1868           | Lib.       |
| Moritz Eigner                                     | 24 juni 1868 - 13 september 1871     | Lib.       |
| Julius Graf von Falkenhayn                        | 13 september 1871 - 18 december 1871 | Con.       |
| Moritz Eigner                                     | 18 december 1871 - 9 september 1884  | Lib.       |
| Karl Grienberger (waarnemend)                     | 9 september 1884 - 14 september 1884 | Con.       |
| Mgr. Leonard Achleuthner                          | 14 september 1884 - 26 januari 1897  | Con.       |
| Michael Freiherr von Kast                         | 26 januari 1897 - 6 mei 1898         | Con.       |
| Alfred Ebenhoch                                   | 6 mei 1898 - 30 december 1907        | Con.       |
| Ernst Jäger (waarnemend)                          | 30 december 1907 - 4 mei 1908        | CS         |
| Johann Nepomuk Hauser                             | 4 mei 1908 - 8 februari 1927         | CS         |
| Josef Schlegel                                    | 23 februari 1927 - 17 februari 1934  | CS         |
| Heinrich Gleissner                                | 1 maart 1934 - 12 maart 1938         | VF         |
| August Eigruber vanaf 1.4.1940: Reichsstatthalter | 14 maart 1938 - 5 mei 1945           | NSDAP      |
| Adolf Eigl                                        | 16 mei 1945 - 25 oktober 1945        | partijloos |
| Heinrich Gleissner                                | 26 oktober 1945 - 2 maart 1971       | ÖVP        |
| Erwin Wenzl                                       | 2 maart 1971 - 19 oktober 1977       | ÖVP        |
| Josef Ratzenböck                                  | 19 oktober 1977 - 2 maart 1995       | ÖVP        |
| Josef Pühringer                                   | 2 maart 1995 - 5 april 2017          | ÖVP        |
| Thomas Stelzer                                    | sinds 6 april 2017                   | ÖVP        |

## Verwijzing
1. ↑  Abt van het Kremsmünster-Stift